# Radzyń-Wieś
Radzyń-Wieś – wieś w Polsce położona w województwie kujawsko-pomorskim, w powiecie grudziądzkim, w gminie Radzyń Chełmiński.

## Podział administracyjny
W latach 1975–1998 miejscowość administracyjnie należała do województwa toruńskiego.

## Demografia
Według Narodowego Spisu Powszechnego (III 2011 r.) wieś liczyła 145 mieszkańców. Jest dziewiątą co do wielkości miejscowością gminy Radzyń Chełmiński.